# Jazerná stena

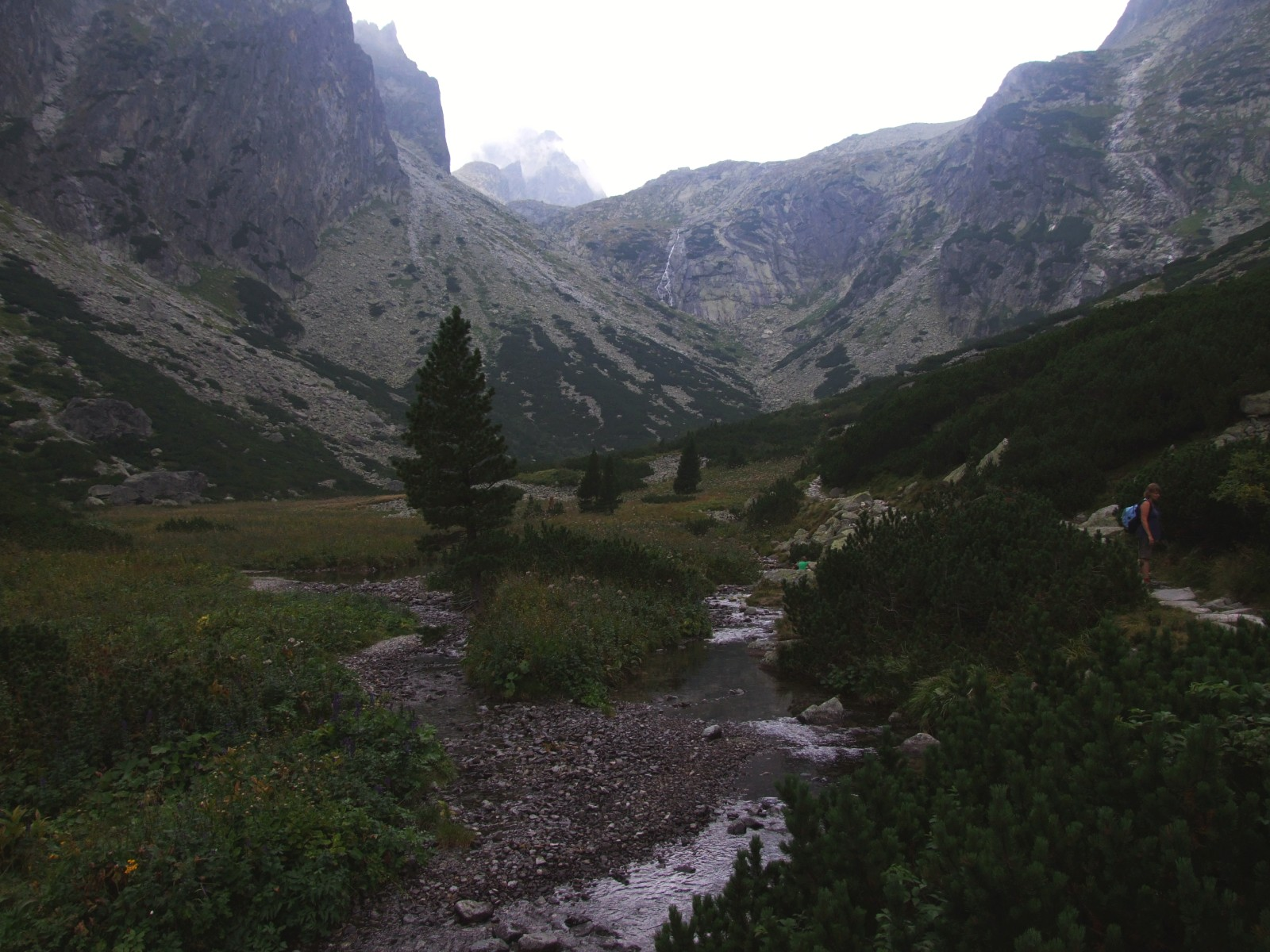
Jezerní stěna na pozadí fotografie

Jazerná stena (polsky Złote Spady je výrazná asi 200 metrů vysoká dolinná terasa v Malé Studené dolině ve Vysokých Tatrách. 

## Poloha
Nad Jazernou stěnou jsou samostatné části údolí: Kotlina Pěti spišských ples a její odvětví, Dolinka pod Sedielkom. Zvláštními útvary v Jezerní stěně jsou Velký svah a Malý svah. Mezi horolezci a turisty jsou známé jako Velký hang a Malý hang. Těmito úbočími na východ od Jezerní stěny a pod Žlutou stěnou vede značený turistický chodník. Zpod Žluté stěny pokračuje ve výši kolem 1900 m n. m. - 2000 m n. m. po Malém svahu přes Jazerní stenu k Téryho chatě. Jazerná stěna je klasický morénový val, který zde zanechal ustupující ledovec ledové doby. 
Na západní straně Jazerné steny v letech 1833 - 1845 byl nevelký rudný důl. 

## Turistika
Přes údolí pod Jazernú stenu po Velkém a Malém svahu vede turistický chodník po  zelené značce ze Zamkovského chaty na Téryho chatu. Při nepříznivých povětrnostních podmínkách serpentiny mohou ohrožovat kamenné a sněhové laviny.